# Tîșîțea, Kameanka-Buzka

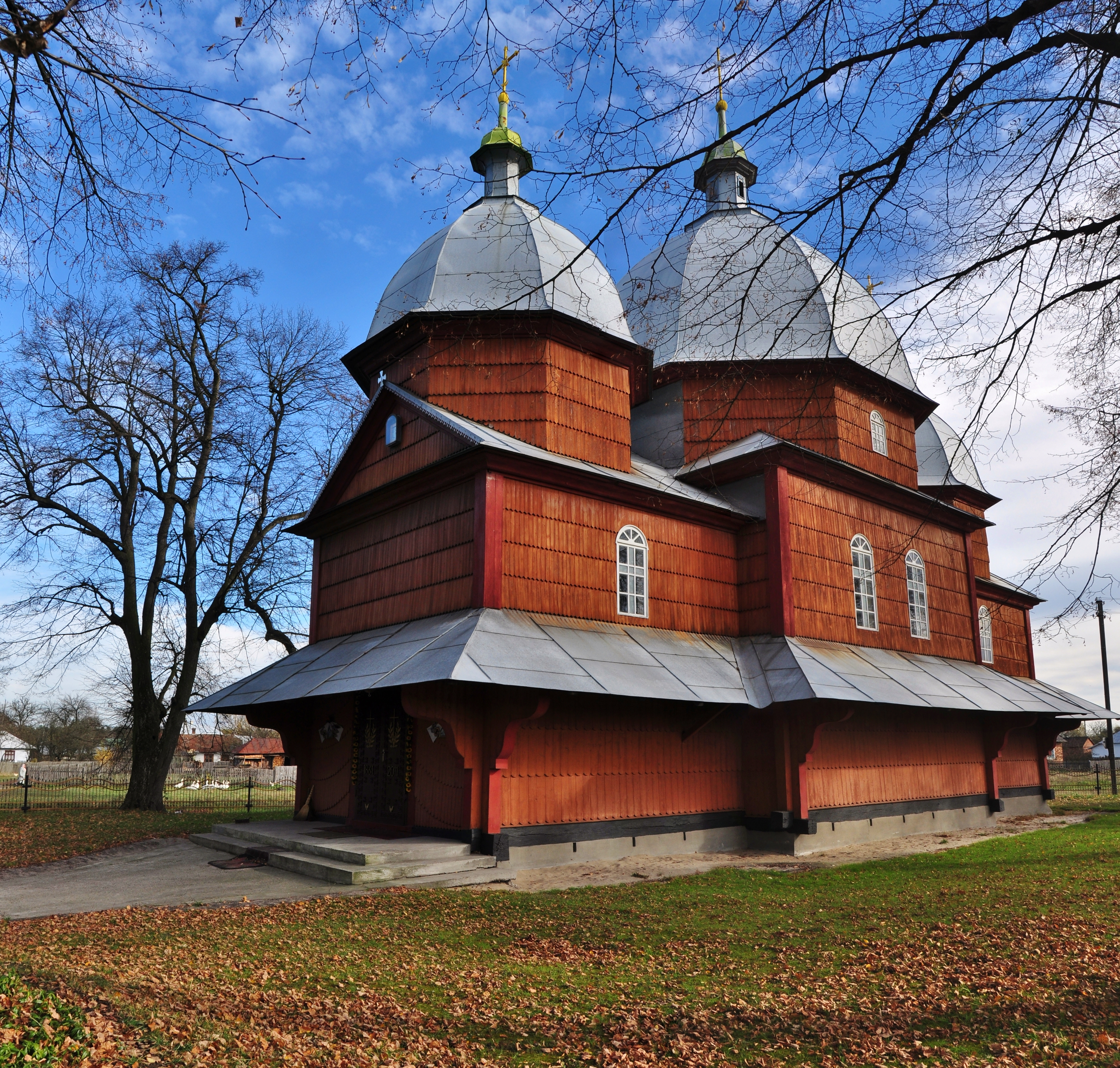
Aceasta este o fotografie a unui monument din Ucraina, număr: 46-221-0010

Tîșîțea (în ucraineană Тишиця) este un sat în comuna Starîi Dobrotvir din raionul Kameanka-Buzka, regiunea Liov, Ucraina.

## Demografie
Componența lingvistică a localității Tîșîțea
     Ucraineană (100%)
Conform recensământului din 2001, toată populația localității Tîșîțea era vorbitoare de ucraineană (100%).